# Olga Hans
Olga Dagmara Hans (ur. 30 maja 1971 w Pabianicach) – polska kompozytorka.

## Życiorys
Studiowała w Akademii Muzycznej w Łodzi teorię muzyki u Franciszka Wesołowskiego oraz kompozycję pod kierunkiem Jerzego Bauera. Uczestniczyła w kursach kompozytorskich: w Łodzi (prowadzonym przez Alexandra Mullenbacha), Krakowie (II Letnie Kursy Muzyki Współczesnej), Radziejowicach (XIX Międzynarodowe Kursy dla Młodych Kompozytorów) i Enschede (Holandia). 
W 2010 uzyskała stopień doktora habilitowanego w zakresie sztuki muzycznej, w specjalności kompozycja i teoria muzyki. Od 1997 pracuje w łódzkiej Akademii Muzycznej, obecnie (2020) na stanowisku profesora w Katedrze Kompozycji. Współuczestniczy także w odbywających się tam cyklu koncertów i wykładów poświęconych nowej muzyce „Musica Moderna”.
Jest autorką Koncertu wiolonczelowego na prawą rękę (2008) skomponowanego dla wiolonczelisty Dominika Połońskiego. Prawykonanie tego utworu odbyło się 18 lutego 2009 w Warszawie.
W 2022 została odznaczona Brązowym Krzyżem Zasługi.

## Wybrane kompozycje
(na podstawie materiałów źródłowych)
- Elegia na wiolonczelę i fortepian (1993)
- Improwizacja na flet solo (1994)
- Fantazja na gitarę solo (1994)
- Close to the Scent of Jazz na 4 trąbki, 4 puzony i kontrabas (1995)
- Wersy na kwartet smyczkowy (1996); dedyk. karlowi Dedeciusowi
- Cantus. Fantazja chorałowa na ork. (1997)
- Koncert skrzypcowy (1997)
- Capriccio na skrzypce i fortepian (1998)
- II kwartet smyczkowy (1998)
- Pieśni słoneczne na 7 wiolonczel (1999)
- Sonata in modo antico na kwintet dęty blaszany (1999)
- Psalm na chór mieszany i organy/ a cappella (2000)
- Elegia na skrzypce solo i ork. (2001)
- Da suonare a tre na skrzypce, wiolonczelę i fortepian (2001)
- III kwartet smyczkowy (2004)
- Litania na chór mieszany (2002)
- Sequentia dla Prof. F. Wesołowskiego w dniu 90. rocznicy urodzin na smyczki i organy (2004)
- Sonata na wiolonczelę solo(2004); dedyk. D. Połońskiemu
- Locus solus na oktet wiolonczelowy (2004)
- Thyrsos na instrumenty dęte blaszane i perkusję (2004)
- IV kwartet smyczkowy (2004); dedyk. Kwartetowi Śląskiemu
- Trzy psalmy staropolskie na chór mieszany (2005)
- Miniatura na wiolonczelę i fortepian (2006); dedyk. J. Bauerowi w 70. urodziny (2006)
- Arabeska na kwartet smyczkowy (2007)
- Kreuzeriana – kartka ze szkolnego albumu na ork. smyczkową (2007)
- Nokturny na skrzypce, wiolonczelę i fortepian (2007)
- Preludia elegijne na flet i kwartet smyczkowy (2007)
- Koncert wiolonczelowy na prawą rękę (2008); dedyk. D. Połońskiemu
- V kwartet smyczkowy „Winter lay”(2011); dedyk. D. Połońskiemu
- Entélecheia, symfonia koncertująca na perkusję, wiolonczelę i ork. (2012)
- Let's play – for Evelyn and Dominik na marimbę i wiolonczelę (2013)
- Preludia elegijne nr 2 na flet, flet altowy i ork. (2013)
- Dróżki, ścieżki, suita z tematów ludowych na chór dziecięcy i ork. (2014)
- Chwila z muzyką na skrzypce, wiolonczelę i fortepian (2014)